# Expeditie Robinson 2009
Expeditie Robinson 2009 (en castellano, Expedición Robinson) fue un reality show de supervivencia extrema, esta es la 10.ma temporada del reality show belga-holandés Expeditie Robinson, transmitido por RTL5 y 2BE. Fue conducido por Eddy Zoëy y Evi Hanssen, se estrenó el 3 de septiembre de 2009 y finalizó el 3 de diciembre de 2009. Esta temporada fue grabado en Malasia, específicamente en el estado de Johor y contó con 21 participantes. El español Marcel Vandezande es quien ganó esta temporada.
Esta décima temporada contó con 21 participantes divididos en 3 tribus; la primera es la tribu Kamp Zuid representada por el color rojo, la segunda es Kamp Noord representada por el color verde y la tercera es la tribu Junglemissie representada por el color amarillo. Esta temporada duró 47 días.

## Innovaciones
- Temporada Mujer: Esta temporada comenzó con sólo concursantes femeninas. Mientras, los concursantes masculinos tuvieron que sobrevivir a la selva antes de entrar en la expedición formando la tribu Junglemissie representada por el color amarillo.

## Equipo del Programa
- Presentadores: 
  - Eddy Zoëy, lidera las competencias por equipos.
  - Evi Hanssen, lidera los consejos de eliminación.

## Participantes
| Participante            | Edad | Tribu Original | Tribu Mezclada                            | Tribu Definitiva                           | Resultado Final                            | Estadía |
| ----------------------- | ---- | -------------- | ----------------------------------------- | ------------------------------------------ | ------------------------------------------ | ------- |
| Marcel Vandezande .     | 53   | Junglemissie   | Kamp Noord                                | Robinson                                   | Ganador de Expeditie Robinson 2009         | 47 días |
| Rita Berger .           | 32   | Kamp Zuid      | Kamp Zuid                                 | Robinson                                   | 2.° lugar de Expeditie Robinson 2009       | 47 días |
| Marina Harvent .        | 46   | Kamp Noord     | Kamp Noord                                | Robinson                                   | 19.na Eliminada de Expeditie Robinson 2009 | 46 días |
| Jeroen Schuurman .      | 39   | Junglemissie   | Kamp Zuid                                 | Robinson                                   | 18.to Eliminado de Expeditie Robinson 2009 | 46 días |
| Dennis Hogendoorn .     | 35   | Junglemissie   | Kamp Noord                                | Robinson                                   | 17.to Eliminado de Expeditie Robinson 2009 | 46 días |
| Esmeralda Izeboud .     | 38   | Kamp Zuid      | Kamp Noord                                | Robinson                                   | 16.ta Eliminada de Expeditie Robinson 2009 | 45 días |
| Kurt Vroman .           | 44   | Junglemissie   | Kamp Zuid                                 | Robinson                                   | 15.to Eliminado de Expeditie Robinson 2009 | 42 días |
| Marjolein Cornet .      | 26   | Kamp Noord     | Kamp Noord                                | Robinson                                   | 14.ta Eliminada de Expeditie Robinson 2009 | 38 días |
| Igor Vermeulen .        | 38   | Junglemissie   | Kamp Noord                                | Robinson                                   | 13.er Eliminado de Expeditie Robinson 2009 | 35 días |
| Simone Katrisiotis .    | 40   | Kamp Noord     | Kamp Zuid                                 | Robinson                                   | 12.da Eliminada de Expeditie Robinson 2009 | 30 días |
| Yolanda Koelhof .       | 29   | Kamp Zuid      | Kamp Noord                                |                                            | 11.ra Eliminada de Expeditie Robinson 2009 | 27 días |
| Jill Stevens .          | 20   | Kamp Zuid      | Kamp Zuid                                 | 10.ma Eliminada de Expeditie Robinson 2009 | 27 días                                    |         |
| Eva Gollner .           | 26   | Kamp Zuid      | Kamp Zuid                                 | 9.na Eliminada de Expeditie Robinson 2009  | 27 días                                    |         |
| Sabine Rogghé .         | 35   | Kamp Noord     | Kamp Zuid                                 | 8.va Eliminada de Expeditie Robinson 2009  | 24 días                                    |         |
| Esther Moret .          | 29   | Kamp Zuid      | Kamp Noord                                | 7.mo Eliminado de Expeditie Robinson 2009  | 21 días                                    |         |
| Carolien Van De Steen . | 27   | Kamp Noord     | Kamp Zuid                                 | 6.ta Eliminada de Expeditie Robinson 2009  | 17 días                                    |         |
| Carine Hassalt .        | 40   | Kamp Zuid      | Kamp Zuid                                 | 5.ta Eliminada de Expeditie Robinson 2009  | 17 días                                    |         |
| Birgit Aarsman .        | 20   | Kamp Noord     | Kamp Zuid                                 | Abandona Por motivos personales            | 17 días                                    |         |
| Doreen Bratescu .       | 22   | Kamp Zuid      | Kamp Zuid                                 | Abandona Por motivos personales            | 14 días                                    |         |
| Lianne Langkamp .       | 25   | Kamp Noord     |                                           | 2.da Eliminada de Expeditie Robinson 2009  | 8 días                                     |         |
| Bea Uvin .              | 31   | Kamp Noord     | 1.ra Eliminada de Expeditie Robinson 2009 | 3 días                                     |                                            |         |

## Desarrollo

### Competencias
| Episodio | Emisión                  | Inmunidad              | Eliminado       | Salida |
| -------- | ------------------------ | ---------------------- | --------------- | ------ |
| 1        | 3 de septiembre de 2009  | Kamp Zuid              | Bea             | Día 3  |
| 2        | 10 de septiembre de 2009 | Kamp Zuid              | Lianne          | Día 8  |
| 3        | 17 de septiembre de 2009 | Kamp Zuid              | Lianne          | Día 8  |
| 4        | 24 de septiembre de 2009 |                        | Doreen          | Día 14 |
| 5        | 1 de octubre de 2009     | Kamp Noord             | Carolien        | Día 17 |
| 6        | 8 de octubre de 2009     | Kamp Zuid              | Esther          | Día 21 |
| 7        | 15 de octubre de 2009    | Kamp Noord             | Sabine          | Día 24 |
| 8        | 22 de octubre de 2009    | Kamp Noord             | Eva             | Día 27 |
| 8        | 22 de octubre de 2009    | Kamp Noord             | Jill            | Día 27 |
| 8        | 22 de octubre de 2009    | Kamp Noord             | Yolanda         | Día 27 |
| 9        | 29 de octubre de 2009    | Igor                   | Simone          | Día 30 |
| 10       | 5 de noviembre de 2009   | Jeroen                 | Igor            | Día 35 |
| 11       | 12 de noviembre de 2009  | Esmeralda              | Marjolein       | Día 38 |
| 12       | 19 de noviembre de 2009  | Dennis                 | Kurt            | Día 42 |
| 13       | 26 de noviembre de 2009  | Marina                 | Esmeralda       | Día 45 |
| 14       | 3 de diciembre de 2009   | Marina / Marcel / Rita | Dennis / Jeroen | Día 46 |
| Episodio | Emisión                  | Consejo final          | Ganador         | Salida |
| 14       | 3 de diciembre de 2009   | Marina / Marcel / Rita | Marcel          | Día 47 |

### Jurado Final
| Participante | Puesto     | Vota por |
| ------------ | ---------- | -------- |
| Simone       | 1° Miembro | Rita     |
| Igor         | 2° Miembro | Marcel   |
| Marjolein    | 3° Miembro | Marcel   |
| Kurt         | 4° Miembro | Marcel   |
| Esmeralda    | 5° Miembro | Rita     |
| Dennis       | 6° Miembro | Marcel   |
| Jeroen       | 7° Miembro | Marcel   |

## Estadísticas Semanales
| Participante | Episodio   | Episodio   | Episodio   | Episodio   | Episodio  | Episodio  | Episodio  | Episodio  | Episodio     | Episodio     | Episodio     | Episodio     | Episodio     | Episodio     |
| Participante | Equipos    | Equipos    | Equipos    | Equipos    | Equipos   | Equipos   | Equipos   | Equipos   | Individuales | Individuales | Individuales | Individuales | Individuales | Individuales |
| Participante | 1          | 2          | 3          | 4          | 5         | 6         | 7         | 8         | 9            | 10           | 11           | 12           | 13           | 14           |
| ------------ | ---------- | ---------- | ---------- | ---------- | --------- | --------- | --------- | --------- | ------------ | ------------ | ------------ | ------------ | ------------ | ------------ |
| Marcel       | No compite | No compite | No compite | No compite | Gana      | Salvado   | Gana      | Gana      | Salvado      | Salvado      | Salvado      | Salvado      | Salvado      | Ganador      |
| Rita         | Salvada    | Gana       | Gana       | No compite | Salvada   | Gana      | Salvada   | Salvada   | Salvada      | Salvada      | Salvada      | Salvada      | Salvada      | 2.º Lugar    |
| Marina       | Gana       | Salvada    | Salvada    | No compite | Gana      | Salvada   | Gana      | Gana      | Salvada      | Salvada      | Salvada      | Salvada      | Inmune       | Eliminada    |
| Jeroen       | No compite | No compite | No compite | No compite | Salvado   | Gana      | Salvado   | Salvado   | Salvado      | Inmune       | Salvado      | Salvado      | Salvado      | Eliminado    |
| Dennis       | No compite | No compite | No compite | No compite | Gana      | Salvado   | Gana      | Gana      | Salvado      | Salvado      | Salvado      | Inmune       | Salvado      | Eliminado    |
| Esmeralda    | Salvada    | Gana       | Gana       | No compite | Gana      | Salvada   | Gana      | Gana      | Salvada      | Salvada      | Inmune       | Salvada      | Eliminada    |              |
| Kurt         | No compite | No compite | No compite | No compite | Salvado   | Gana      | Salvado   | Salvado   | Salvado      | Inmune       | Salvado      | Eliminado    |              |              |
| Marjolein    | Gana       | Salvada    | Salvada    | No compite | Gana      | Salvada   | Gana      | Gana      | Salvada      | Salvada      | Eliminada    |              |              |              |
| Igor         | No compite | No compite | No compite | No compite | Gana      | Salvado   | Gana      | Gana      | Inmune       | Eliminado    |              |              |              |              |
| Simone       | Gana       | Salvada    | Salvada    | No compite | Salvada   | Gana      | Salvada   | Salvada   | Eliminada    |              |              |              |              |              |
| Yolanda      | Salvada    | Gana       | Gana       | No compite | Gana      | Salvada   | Gana      | Eliminada |              |              |              |              |              |              |
| Jill         | Salvada    | Gana       | Gana       | No compite | Salvada   | Gana      | Salvada   | Eliminada |              |              |              |              |              |              |
| Eva          | Salvada    | Gana       | Gana       | No compite | Salvada   | Gana      | Salvada   | Eliminada |              |              |              |              |              |              |
| Sabine       | Gana       | Salvada    | Salvada    | No compite | Salvada   | Gana      | Eliminada |           |              |              |              |              |              |              |
| Esther       | Salvada    | Gana       | Gana       | No compite | Gana      | Eliminada |           |           |              |              |              |              |              |              |
| Carolien     | Gana       | Salvada    | Salvada    | No compite | Eliminada |           |           |           |              |              |              |              |              |              |
| Carine       | Salvada    | Gana       | Gana       | No compite | Abandona  |           |           |           |              |              |              |              |              |              |
| Birgit       | Gana       | Salvada    | Salvada    | No compite | Abandona  |           |           |           |              |              |              |              |              |              |
| Doreen       | Gana       | Salvada    | Salvada    | Abandona   |           |           |           |           |              |              |              |              |              |              |
| Lianne       | Salvada    | Gana       | Eliminada  |            |           |           |           |           |              |              |              |              |              |              |
| Bea          | Eliminada  |            |            |            |           |           |           |           |              |              |              |              |              |              |

Competencia en equipos (Días 1-27)
     El participante gana junto a su equipo y continua en competencia.
     El participante pierde junto a su equipo pero no es eliminado.
     El participante pierde junto a su equipo y posteriormente es eliminado.
     El participante abandona la competencia.
     El participante no compite junto a su equipo esta semana.
Competencia individual (Días 28-47)
     Ganador de Expeditie Robinson 2009.
     2°.Lugar de Expeditie Robinson 2009.
     El participante gana la competencia y queda inmune.
     El participante pierde la competencia, pero no es eliminado.
     El participante es eliminado de la competencia.